# Spoorbrug Delfshavense Schie
De Spoorbrug over de Delfshavense Schie is een spoorbrug in de Nederlandse stad Rotterdam in de spoorlijn Schiedam – Rotterdam.
Sinds de opening van de Oude Lijn vanaf Den Haag naar Station Rotterdam Delftsche Poort in 1847 is de Delfshavense Schie overbrugd. Inmiddels ligt op deze plaats de vierde spoorbrug.

## Overzicht van de bruggen op deze plaats

### 1846 - 1890
In 1846 is begonnen met de bouw van een kraanbrug over de Delfshavense Schie. De HIJSM kocht van de gemeente Delfshaven het recht om de Schie te overbruggen. Een voorwaarde was dat de brug alleen gesloten zou worden wanneer er een trein aankwam. De brugpijler werd in het droge gebouwd, zodat een hulpkanaal om de bouwplaats moest worden aangelegd.
Bij deze kraanbrug lagen de spoorstaven ieder op een eigen ligger, hetgeen bij het sluiten van de brug nogal eens tot problemen leidde. In 1874 kwam een locomotief in de Schie terecht waardoor het scheepvaartverkeer lange tijd gestremd was. Het treinverkeer kon pas na zeven maanden hervat worden.

### 1890 - 1911
In 1890 werd de kraanbrug vervangen door een dubbelsporige draaibrug. Rotterdam wilde kort hierna een havenspoorlijn bouwen naar de nieuw ontwikkelde havens op de Rechter Maasoever. De aansluiting op de drukke spoorlijn Schiedam – Rotterdam was echter een probleem. In 1903 werd daarom besloten een nieuwe, viersporige brug te bouwen. In 1908 werd de havenspoorlijn geopend.

### 1911 - 1994

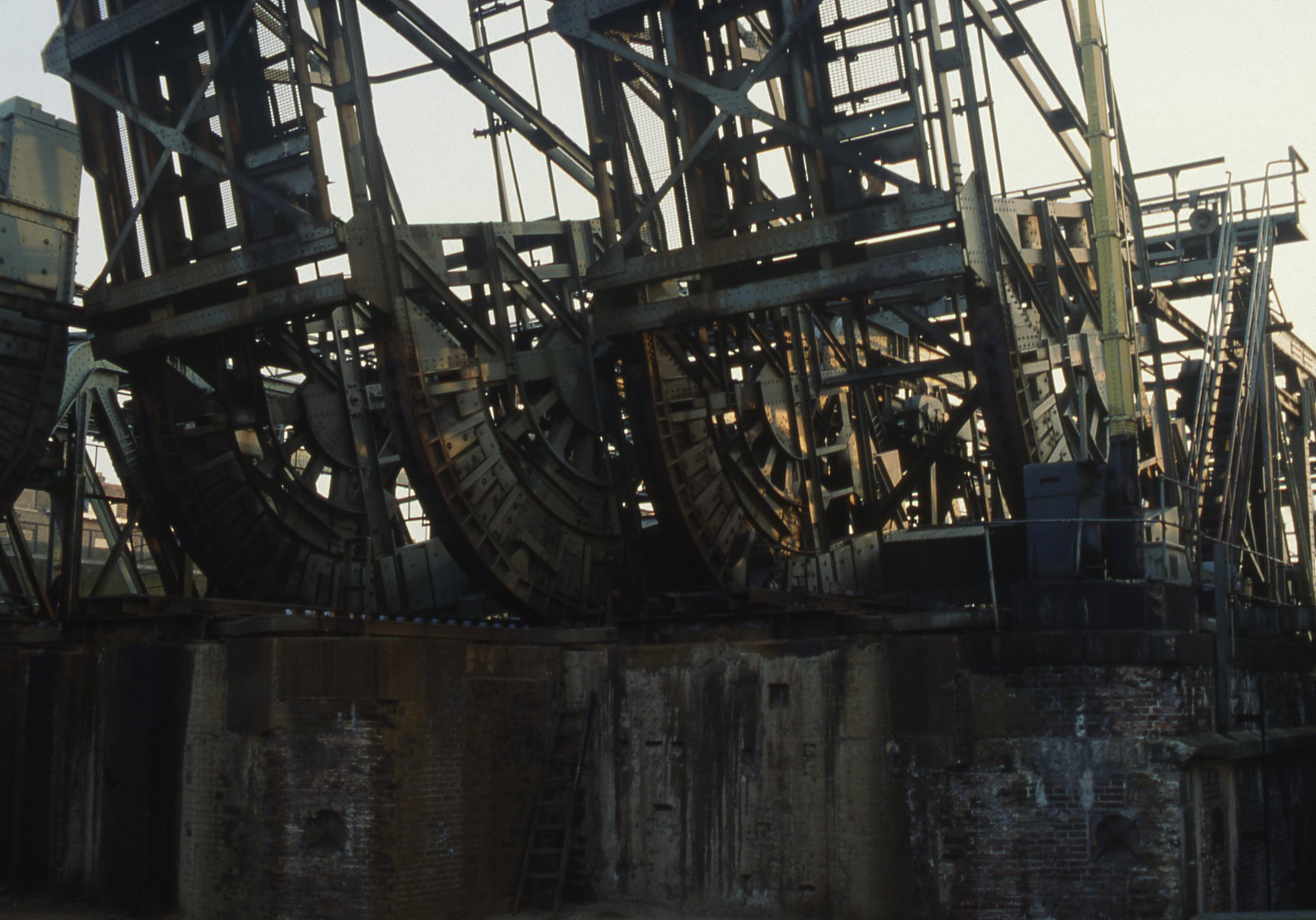
De voormalige Rolbasculebrug

In 1911 werd de viersporige rolbasculebrug geopend. Deze lag twee meter hoger dan de oude brug, had een doorvaartwijdte van 9,20 meter had een doorvaarthoogte van 4,30 meter. De hoofdoverspanning was 14 meter en over de 4 sporen was een seinhuis gebouwd. Dit is in 1954 afgebrand, waardoor grote problemen met het treinverkeer rond Rotterdam ontstonden. Het seinhuis hoorde bij stopplaats Beukelsdijk en is na de brand niet herbouwd.

### 1994 - heden
In 1994 is de huidige spoorbrug geopend, een dubbele stalen ophaalbrug met een doorvaarthoogte van 7 meter. Deze brug wordt alleen nog 's nachts geopend, zodat het treinverkeer overdag geen hinder van de scheepvaart ondervindt. Deze brug is ontworpen door spoorwegarchitect ir. J. Bak en kreeg in 1990 de Nationale Staalprijs in de categorie Bruggen en Viaducten.